# Melanie Hamilton
Pour les articles homonymes, voir Hamilton.
Melanie Hamilton-Wilkes est un personnage fictif apparaissant dans le roman de Margaret Mitchell Autant en emporte le vent. Dans le film de 1939, elle est interprétée par Olivia de Havilland et par Sandra Léane dans la comédie musicale de Gérard Presgurvic. Melanie épousera Ashley Wilkes tandis que Scarlett O'Hara, qui convoitait le même homme, épousera par dépit Charles Hamilton, frère de Melanie.

## Histoire du personnage
Née Melanie Hamilton aux alentours de 1844, elle et son frère Charles Hamilton sont parmi les derniers membres de la riche famille Hamilton. Cette famille a toujours accordé beaucoup de valeur à l'éducation de ses membres pour leur fournir le meilleur qui puisse être. De la sorte, elle compte bon nombre d'intellectuels et plusieurs avocats réputés. Au fil de plusieurs générations, ils se sont mariés avec des membres de la famille Wilkes, dont l'esprit est proche du leur. Malheureusement, ces unions consanguines ont progressivement abouti à faire naître des enfants chétifs.  

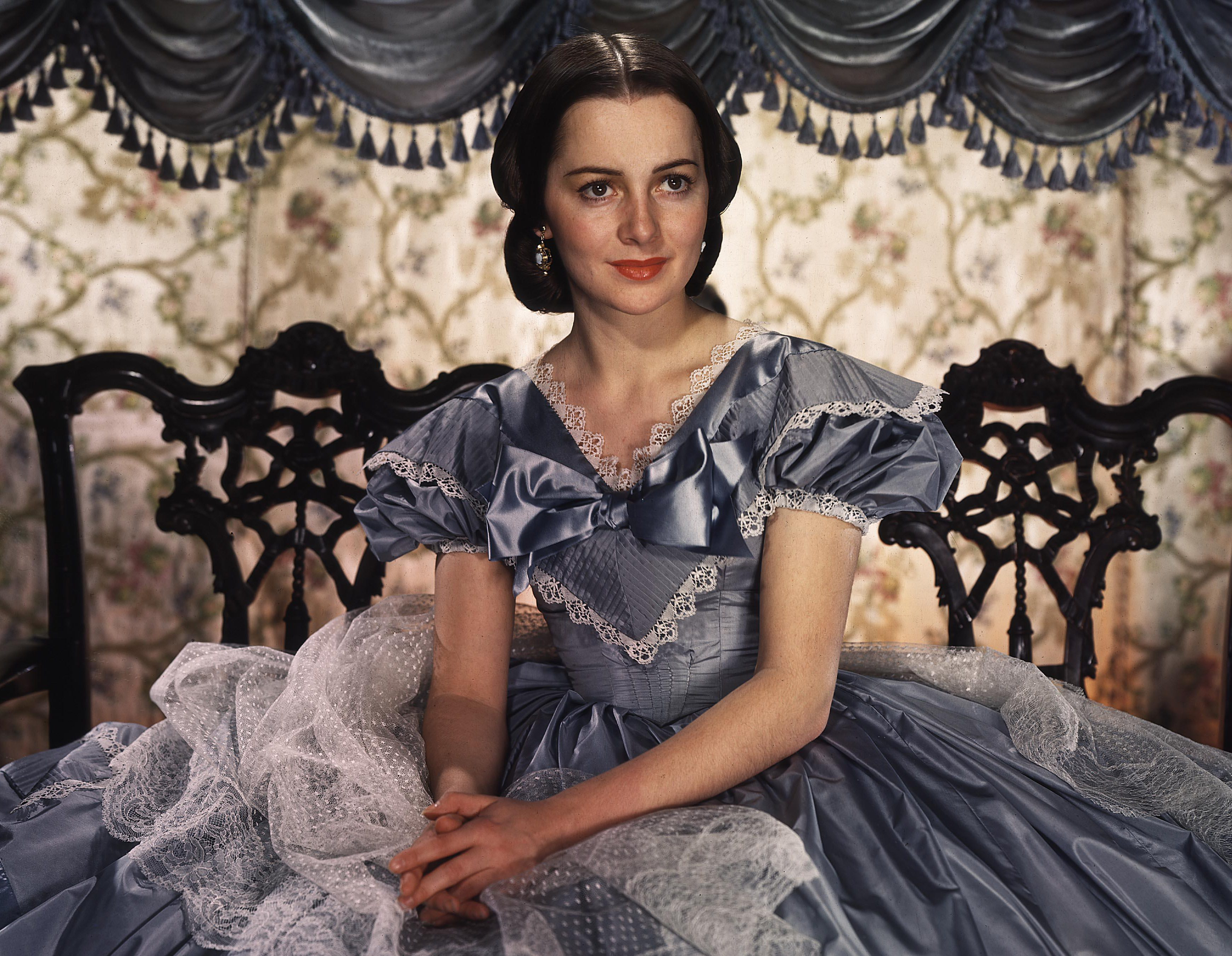
Olivia de Havilland dans le rôle de la douce Mélanie

Les parents de Melanie et Charles sont morts lorsque ceux-ci étaient encore des enfants. Les deux orphelins furent placés sous la garde de Henry Hamilton et de Sarah Jane "Pittypat" Hamilton, le frère et la sœur de leur père. Ni l'un ni l'autre n'étaient mariés et ils considéraient donc leurs neveux comme leurs propres enfants. Henry est avocat et résident d'Atlanta, la fortune familiale est placée sous sa gestion. Pittypat est décrite comme ayant la maturité d'une enfant. Celui qui élève réellement les petits est Oncle Peter, un esclave afro-américain. Peter est très loyal aux Hamilton et a servi le père de Melanie et Charles pendant la guerre américano-mexicaine. Bien que les Hamilton soient ses maîtres, Peter les voit plus comme des charges et agit comme le protecteur de tante Pittypat et de ses neveux. Il est décrit comme un homme brave et intelligent qui les conseille souvent et prend à l'occasion des décisions pour eux. Grâce à leurs oncles et tante dévoués, le frère et la sœur grandissent et deviennent des jeunes personnes bien éduquées, mais relativement naïves à cause de leur environnement quelque peu protégé.
Respectant la tradition familiale, Melly annonce ses fiançailles avec son cousin, Ashley Wilkes, en avril 1861. Melanie ignore que Scarlett O'Hara a l'intention d'épouser Ashley et que ce dernier considère Scarlett comme un fantasme inaccessible. Pour Scarlett, la nouvelle est un choc. Néanmoins, elle est présente à la fête, en compagnie de sa famille et de beaucoup d'autres propriétaires de plantations. D’après sa description, Melanie est une jeune personne délicate et menue avec une taille et un poids d'enfant. Sa caractéristique la plus notable, ce sont de grands yeux noirs dans un visage en forme de cœur. Pour Scarlett, elle semble assez timide et gentille mais pas particulièrement jolie. Très gâtée, Scarlett considère que sa beauté surpasse nettement celle de Melanie. Cependant, ses mouvements sont qualifiés de gracieux et posés pour son jeune âge et sa gentillesse séduit facilement son entourage, alors que Scarlett n'est quant à elle pas du tout appréciée à cause de ses manières. Elle paraît davantage intéressée par les discussions sur les livres que par le flirt. Bien que de nombreuses jeunes filles présentes à la fête cherchent à séduire les jeunes gens avec leur magnifique robe, Melanie est simplement vêtue et débat des œuvres de William Makepeace Thackeray et Charles Dickens.   
Scarlett est certaine qu'Ashley la préfère à Melanie. S'entretenant avec lui en privé, elle lui déclare son amour. Ashley avoue être attiré par elle mais il est déterminé à épouser Melly. Il évoque alors ses intérêts communs avec Melanie. Scarlett est déçue et blessée. Désemparée, elle décide de le peiner en acceptant la demande en mariage de Charles Hamilton, frère de Melanie. Scarlett songe aussi qu'elle prend sa revanche sur Melanie en épousant son frère. 
Le mariage a lieu deux semaines plus tard le 30 avril 1861, mais Melanie est en réalité enchantée par cette union et considère sa nouvelle belle-sœur comme une vraie sœur. Melly semble avoir un penchant pour Scarlett et l'accueille dans sa famille. Le 1er mai 1861 Melanie épouse Ashley. Entre-temps, la Guerre de Sécession fait rage et la Géorgie fait maintenant partie des États Confédérés d'Amérique. Charles part deux semaines après son mariage pour s'enrôler dans l'armée de Wade Hampton, connue comme la "Légion d'Hampton". Une semaine après, Ashley le rejoint. Durant son absence, Melanie accepte l'invitation de Tante Pittypat de rester avec elle à Atlanta. La fortune des deux femmes est toujours sous la gestion d’Oncle Henry.  
À Atlanta, Melly reçoit deux informations importantes. Son frère, moins de deux mois après son engagement, ayant souffert puis guéri de la rougeole, meurt d'une pneumonie. Scarlett, sa veuve, hérite de sa part de la fortune familiale. Cette mauvaise nouvelle est suivie de l'annonce de la grossesse de Scarlett, provoquant le désespoir de cette dernière. Le neveu de Melanie naît à la fin de l'année et s’appelle Wade Hampton Hamilton.
Tout au long de l'année, Melly et sa tante ont envoyé de nombreuses invitations à Scarlett la priant de les rejoindre à Atlanta. Melanie exprime le désir de mieux connaître sa "sœur" et de voir son neveu. Pendant ce temps, Scarlett traverse un état dépressif. Sa mère est consternée et la convainc finalement d'accepter les invitations. Suivant une courte visite à des parentes maternelles à Charleston, en Caroline du Sud, Scarlett et son fils arrivent à Atlanta pendant les premiers mois de 1862. Elle est accueillie par Oncle Peter, âgé mais toujours résolu à prendre soin des jeunes êtres dont il a maintenant la charge. Il la conduit jusqu'à la demeure de sa tante et de sa belle-sœur.
A la seule pensée de vivre sous le même toit que la femme d'Ashley, Scarlett retrouve peu à peu son intérêt pour la vie. L'affection de Melanie envers elle y est en partie pour quelque chose, bien que ses occasionnelles étreintes fraternelles soient difficiles à rendre. Melanie se rend utile comme infirmière volontaire dans l'hôpital local. Scarlett l'y rejoint bientôt. Elle est assez impressionnée par sa capacité à garder un visage serein et souriant en présence des blessés et par son empressement à les soigner et les réconforter. Scarlett commence alors à penser que sa belle-sœur est plus courageuse qu'elle n'en a l'air. En même temps, Melly continue d'écrire à Ashley. Scarlett désire toujours autant être tenue au courant de ses activités.
Scarlett est venue à Atlanta avec l'intention d’y vivre pendant une courte durée comme invitée, mais bientôt, elle constate qu'elle s'y installe de façon durable et devient une des personnes les plus en vue de la ville. Melanie semble heureuse que Scarlett se montre de bien meilleure compagnie que leur vieille tante. Pendant cette période, Atlanta semble majoritairement peuplée de femmes, ou d'hommes ou trop vieux ou trop jeunes pour se battre, et par des soldats revenant du front. Cependant, des hommes capables de faire la guerre restent à l'intérieur de la ville, dans la milice locale. Melly critique rudement leur présence alors que le front a besoin d'une relève. Scarlett trouve rapidement que, au regard de sa passivité habituelle, Melanie peut devenir étonnamment passionnée et même agressive pour soutenir ses idéaux. 
Lors de l'été 1862, Melanie et Scarlett ont rencontré un homme dont elles avaient fait connaissance à la fête des fiançailles: le Capitaine Rhett Butler, alors âgé de trente-trois ans. Né dans une famille respectable de Charleston, Rhett fut déshérité par son père après avoir refusé de se marier. Il est parti de son côté et a créé sa propre fortune durant la ruée vers l'or en Californie de 1848-1849. Il a fait siens richesse et succès comme commerçant mais a très vilaine réputation. Ces derniers temps, à bord de son voilier, il a fait de la contrebande depuis le Royaume-Uni et même depuis le port de New York, vers la Confédération. Distingué par son cynisme, on remarque qu'il a gagné richesse et fortune par cette pratique. Il semble avoir de l'intérêt à se lier d'amitié avec les deux jeunes femmes et puis flirter avec Scarlett. Bien que cette histoire procure bien des commérages à la société locale, Melanie paraît approuver ses deux amis et défend leur réputation.
Au début des années 1863, Rhett s'est établi en tant qu’ami des deux femmes et vient souvent leur rendre visite. Pour Melly, il semble être un homme froid nécessitant une femme pour le réconforter. D'autre part, Scarlett partage son point de vue cynique envers les gens et leurs idéaux. Melanie et elle trouvent que les aspirations de Rhett sont perturbantes mais intrigantes. Lors des discussions avec les patriotes et les idéalistes pensant que cette guerre est juste, Rhett déclare que toute guerre semble juste pour les combattants, mais que les leaders et orateurs tentent de les doubler ; étant donné que ceux-ci sont plus intéressés par leur argent que par leurs idéaux. Un des points de vue de Rhett est aussi que ces idéaux sont minuscules par rapport aux actuelles motivations financières derrière les guerres. Les convictions de Rhett lui apportent souvent des ennemis, mais Melanie et Scarlett ne sont pas parmi eux.   
Portant généralement moins de jugement que son cercle social, Melanie est surprise d'être approchée par Belle Watling, une riche prostituée, propriétaire d'un bordel. Belle est devenue très connue dans la ville et respectée de ses "employées", mais publiquement, elle se retrouve souvent isolée. Ayant l'intention de contribuer à l'hôpital local avec une partie de son argent, son offre est rejetée. La source de cette somme est considérée comme une insulte aux héroïques soldats. Melanie, quant à elle, accepte le don sans juger le passé de Belle. Elle explique en privé l'histoire à Scarlett, qu'elle a risqué sa propre réputation, mais que l'hôpital a besoin d'aide et que l'intention de Belle était noble dans ce cas.  
Pendant ce temps, Ashley rend service dans l'Armée de la Virginie du Nord et est promu au rang de commandant. Ayant participé à un grand nombre de batailles victorieuses, cette armée progresse régulièrement vers les États du Nord sous les ordres du Général Robert Edward Lee. Le 1er juillet 1863, l'armée s'engage dans un combat contre les troupes de l'Union non loin du village de Gettysburg, en Pennsylvanie. Cette lutte dura jusqu'au 3 juillet 1863. C'est une défaite pour les Confédérés. Ces nouvelles arrivent rapidement à Atlanta. Mais le sort qui est advenu aux soldats reste toujours incertain. Beaucoup attendent d'en savoir plus par leurs amis et parents. Melanie et Scarlett ont leur intérêt personnel au sort d'Ashley, qu'elles aiment toutes deux. La première liste des victimes atteint Atlanta, Ashley ne s'y trouve pas. Mais leur soulagement est suivi par la douleur, Melanie, Scarlett et tous les résidents de la ville relèvent les noms de plusieurs de leurs connaissances. D'autres listes des morts succèdent à celle-ci. Cette bataille fut la première défaite majeure des Confédérés. 
Le 20 décembre 1863, Ashley revient au foyer. Il a eu droit à une semaine de permission. C'est la première fois que Scarlett et Melanie le voient en deux ans. Le las soldat est accueilli avec joie et affection par les deux femmes. Avant de partir rejoindre son unité, Ashley explique à Scarlett qu'il est inquiet pour la santé actuelle de sa femme et de ce qu'il adviendrait d'elle si jamais il perdait le combat. Ashley va à la rencontre de Scarlett spécifiquement pour lui demander de veiller sur Melly durant son absence. Elle est d'abord surprise mais elle accepte. Melanie est quittée sans se douter des sentiments qu'éprouve son mari et sa "sœur" l'un pour l'autre et de la nouvelle responsabilité de celle-ci.   
La courte visite d'Ashley a suffi à rendre enceinte Melanie. Melly désirait un enfant depuis longtemps et a agi comme une seconde mère pour son neveu, Wade. Elle est heureuse d'avoir la chance d'attendre son propre enfant et annonce la nouvelle à Scarlett. Ayant perdu sa mère il y a des années, Melly semble aussi espérer de Scarlett qu'elle assume son rôle de femme expérimentée, en la conseillant sur sa grossesse. Mais à la place, Scarlett est surprise, confuse et même en colère de trouver Melanie enceinte de l'enfant d'Ashley. Melly est incapable de comprendre la réaction de Scarlett mais est terrifiée d'avoir, d'une manière ou d'une autre, chagriné son amie. Elle craint aussi les examens du docteur. Ceux-ci révèlent que le bassin de Melanie est trop étroit pour permettre la naissance du bébé sans aucun danger. Melly envoie un télégramme à Ashley pour lui annoncer la nouvelle. Le supérieur d'Ashley lui répond en expliquant que son mari a été déclaré disparu lors des trois derniers jours. 
Comptant sur le confort de l'une pour l'autre, Melanie et Scarlett se réconcilient. Elles ont passé la nuit à pleurer dans les bras de l'autre dans le lit de Scarlett. Mais la nouvelle de la mort d'Ashley est prématurée. Un autre rapport informe les deux femmes que les efforts pour retrouver son corps furent inutiles et qu'il est donc considéré comme ayant été capturé par les forces ennemies. Anxieuse sur le destin incertain de son époux, Melanie reste agitée pendant un long moment. Scarlett a même pu entendre, tard dans la nuit, Melanie faire les cent pas dans sa chambre, visiblement atteinte d'insomnie.  Cette coutume dégrade sa santé à un point qu'elle renvoie les gens chez eux, un incident inhabituel pour elle. Heureusement, Rhett est proche et vient la voir. Il est sérieusement soucieux de son état. En apprenant les raisons de sa santé actuelle, il promet d'user de ses relations à Washington pour découvrir si le commandant Wilkes a été capturé ou pas. En échange, Rhett demande à Melly de lui jurer qu'elle prendra un peu de repos.  
Un mois plus tard, Rhett annonce à Melanie et Scarlett ce qu'il est arrivé à Ashley. Il a été blessé durant le combat, capturé et se trouve dans un camp de prisonniers à Rock Island, Illinois. Les deux femmes reçoivent ces informations avec plusieurs sentiments. Leur bien-aimé est en vie mais l’est-il encore pour longtemps ? La réputation de Rock Island pour les Confédérés n'est pas meilleure que Andersonville selon les Fédérés et seulement un quart de ces détenus ont pu retourner chez eux. Le reste décède de variole, pneumonie et du typhus parmi d'autres morts. 
La grossesse de Melanie continue bien que sa santé soit fragile. Elle est restée alitée pendant la majeure partie de son troisième trimestre de maternité. La troupe du Général William Tecumseh Sherman commence à approcher Atlanta. Par la suite, Tante Pittypat et l'Oncle Peter partent rejoindre des parents à Macon en Géorgie et Melanie est laissée sous la charge de Scarlett. Peu après, Melly commence à avoir des contractions. Pendant ce temps, Sherman débute sa bataille contre la garde locale. Scarlett envoie sa domestique, Prissy, trouver de l'aide, mais celle-ci est incapable d'en procurer pour diverses raisons. Scarlett et Prissy sont obligées de mettre au monde le bébé de Melanie sans aucune expérience. L'accouchement est vraiment difficile en raison des problèmes rencontrés, comme répandre de l'eau sur le lit, perdre les ciseaux lorsque l'on en a besoin, et Prissy faisant chuter le nouveau-né sur le lit. 
Après la naissance du petit Beauregard, Scarlett envoie Prissy chercher Rhett, nécessitant son aide pour pouvoir se sauver d'Atlanta. La servante le trouve chez Belle Watling. Rhett se débrouille pour trouver un vieux cheval. Scarlett, dans la peur et la colère, le convainc de les conduire jusqu'à Tara. Rhett, Scarlett, Melanie, Wade, Prissy et Beau montent dans une charrette et quittent Atlanta devant les troupes de Sherman et bien d'autres dangers. Lorsqu'ils parviennent enfin à s'éloigner de la ville, Rhett déclare à Scarlett qu'il l'aime et l'embrasse avant de la laisser avec les autres sur la route.   
Scarlett se repose dans un endroit dissimulé, non loin de là où l'avait abandonnée Rhett, puis conduit la charrette à travers les routes du pays pour éviter les combats et atteindre Tara. Quand elle arrive finalement dans la région de Tara, Scarlett est choquée de trouver de nombreuses plantations détruites, et inquiète que la sienne ait subi le même sort. 
Scarlett trouve Tara en bon état, entre dans la maison, et est outrée en apprenant la mort de sa mère, victime de la fièvre typhoïde, et ses sœurs, Suellen et Careen, souffrant encore de cette maladie. Scarlett prend en charge Tara où tout le monde lui demande son aide. Elle pense abandonner Tara, envoyer Melanie à Macon avec ses sœurs, Suellen et Careen dans sa famille maternelle à Charleston, et son père, Wade et elle-même rester avec sa famille paternelle à Savannah en Géorgie. Mais Scarlett, avec passion ne réalise pas ceci, mais déclare plutôt qu'elle peut se prendre en charge, elle et tous les autres.
Melanie se remet difficilement de la naissance de Beau et est obligée de rester inactive lorsque tout Tara essaye de faire face à la famine.
Après plusieurs épisodes tumultueux que partageront Melly et Scarlett -comme l'assassinat d'un Yankee, les Wilkes décident de repartir vivre à Atlanta, avec leur petit garçon, après que Scarlett ait énormément insisté, elle-même repartant vivre là-bas. Les vraies motivations de Scarlett sont bien entendu Ashley, qu'elle veut auprès d'elle, mais une fois de plus Melly lui rend service aveuglement en forçant toute sa famille à vivre avec sa belle-sœur.
En effet, Ashley est très réticent à l'idée de suivre Scarlett, et n'a qu'une envie ; accepter le poste de banquier qu'on lui propose à New York. Il le dit clairement à Scarlett mais celle-ci fond en larmes et l'accuse d'être méchant. Melanie courant à son secours, elle prend immédiatement le parti de Scarlett et accuse son mari d'être égoïste envers Scarlett, à qui ils doivent tant.
Tout le monde quitte donc Tara pour Atlanta, excepté Will, le nouveau gérant de Tara et ami de la famille, ainsi que les sœurs Carreen et Suellen de Scarlett.
Quelques semaines plus tard, Melanie est devenue un modèle social d'Atlanta, connue pour sa charité et son immense gentillesse. Les gens l'adorent, et elle est présidente des associations de la ville.
Cependant, avec les esclaves affranchis qui sont de plus en plus dangereux dans les rues, elle décide d'engager Archie, une espèce de clochard violent mais qui la protégera, ainsi que toutes les filles d'Atlanta, à commencer par Scarlett, qui ne cesse de se balader seule.
Un jour que Scarlett est dans son magasin, Ashley vient la voir car il ne peut aller chez elle ; en effet, Melly est en train d'organiser une très grande fête censée être surprise en l'honneur de son anniversaire. Amusés par l'enthousiasme général, ils décident de s'isoler et parlent tranquillement de leurs moments passés ensemble. Scarlett se rend alors compte qu'elle a surtout des sentiments amicaux envers Ashley, et ils se serrent innocemment dans les bras pour se dire "au revoir". Cependant, Archie et India les surprennent, et lancent immédiatement la rumeur de l'adultère.
Terrorisée par Rhett et Melanie, Scarlett décide de se cacher chez elle et de ne pas aller à la fête. C'était sans compter son mari, qui la pousse de force à aller là-bas.
Cependant et contre toute attente, Melanie accueille Scarlett avec amour, et ne croit pas un mot de la rumeur. Elle lui demande aussi de l'aider au service.
Elle sauve ainsi inconsciemment la réputation de sa belle-sœur.
Melanie et Rhett continuent d'avoir une très bonne relation amicale, même lorsque le mariage de Rhett et Scarlett bat de l'aile. Rhett dit de Melanie que c'est une des très rares vraies ladies qu'il ait jamais eu la chance de rencontrer, et lui témoigne par ailleurs un très grand respect.
Après la fausse couche de Scarlett, Melanie réconforte Rhett, qui ivre et fou de douleur, pleure sur ses genoux, se lamentant car il est persuadé que Scarlett ne l'a jamais aimé.
Dans un état de transe, il est sur le point de lui révéler que Scarlett aime depuis toujours Ashley, lorsqu'il revient brutalement à la réalité.
Il décide alors d'ignorer Scarlett et de se forcer à ne plus rien ressentir pour elle, et décide de se focaliser sur sa petite fille Bonnie, qui mourra plus tard d'un accident de cheval.
C'est Melanie qui, parmi tout le monde, arrivera à convaincre Rhett — plongé dans une douce folie — qu'il faut enterrer son enfant.
Quelque temps après, Melanie tombe enceinte une deuxième fois, malgré le Dr Meade qui l'avait vigoureusement mise en garde contre ça. En effet, l'enfantement de Beau — son premier fils — l'ayant profondément fatiguée, il lui avait dit qu'une seconde grossesse serait fatale.
Elle perd énormément de force, et sur son lit de mort, demande Scarlett qui est en voyage. Celle-ci, prévenue par Rhett, arrive sur le champ et est désespérée de constater que Melanie va vraiment mourir.
Melly lui dit tendrement à quel point elle aime Scarlett, qui a toujours tout représenté pour elle. Elle la supplie de prendre soin d'Ashley et de Beau. Scarlett est terriblement désemparée et elle se rend compte qu'elle aime vraiment Melanie, qui l'a toujours soutenue dans tous ses choix. Pour Scarlett, Melanie fut mieux qu'une mère, et plus qu'une sœur. Finalement, Melly meurt, et lui laisse tout le fardeau à prendre sur ses épaules.
Lorsqu'elle réconforte Ashley, Scarlett a une illumination, et se rend compte qu'elle ne l'aime plus depuis longtemps. La mort de Melanie fait profondément grandir Scarlett, et elle remercie infiniment le Ciel d'avoir protégé Melly, en l'ayant laissée dans l'ignorance concernant Ashley et Scarlett.
Scarlett quitte la maison des Wilkes, et rentre chez elle pour trouver son mari qu'elle aime réellement, mais celui-ci lui annonce qu'il la quitte.
Elle se dit alors que sans Melanie pour la soutenir, ça sera très dur, mais qu'elle surmontera l'épreuve, et se promet de reconquérir Rhett Butler.
C'est la fin du roman.